# Ceromasia rubrifrons
Ceromasia rubrifrons är en tvåvingeart som först beskrevs av Macquart 1834.  Ceromasia rubrifrons ingår i släktet Ceromasia och familjen parasitflugor. Arten har ej påträffats i Sverige. Inga underarter finns listade i Catalogue of Life.